# Лавовий покрив

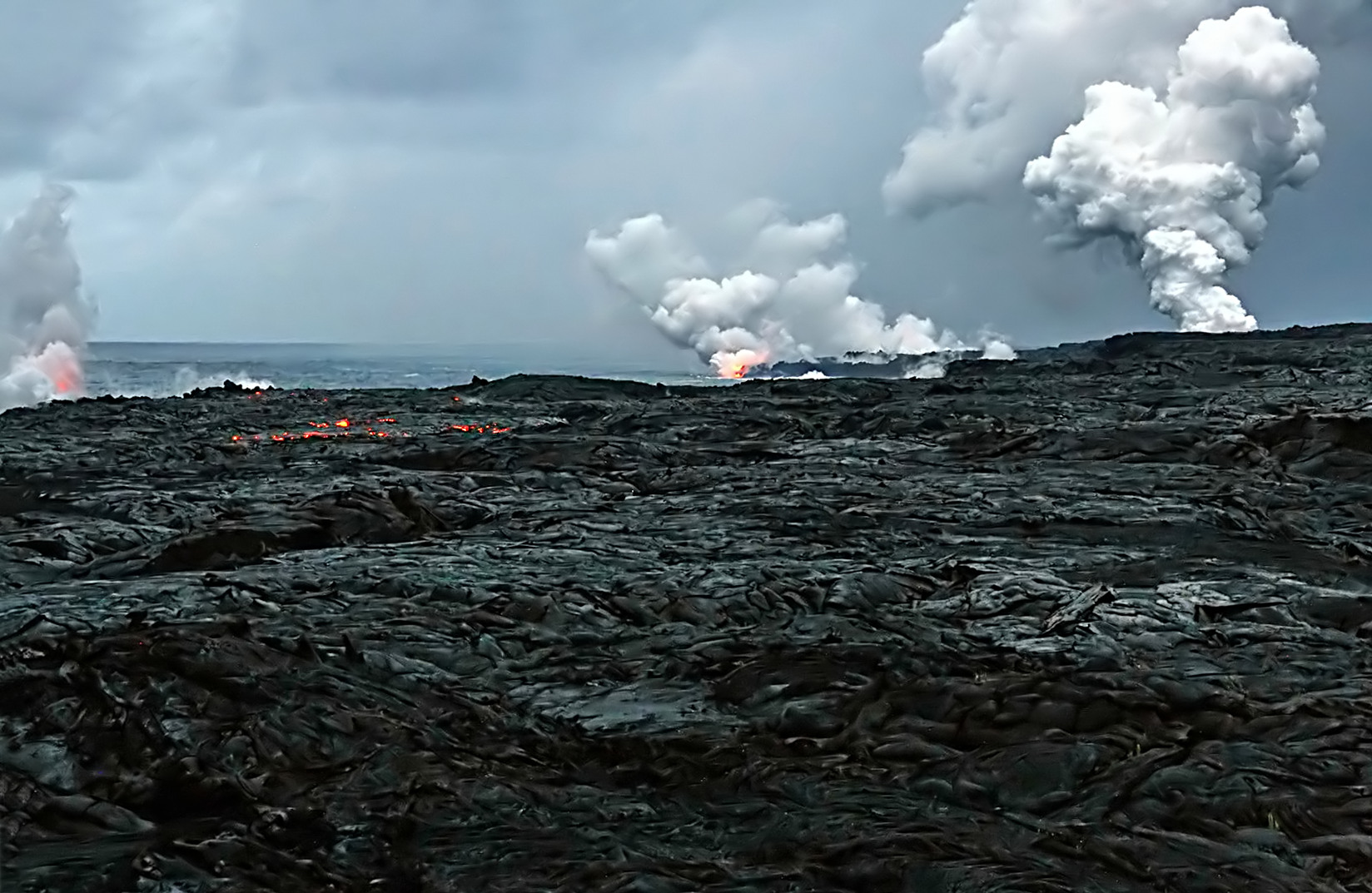
Лавовий покрив на Гаваях.

Лавовий покрив (рос. лавовый покров, англ. lava sheet, нім. Lavadecke f) — форма залягання лави, яка вилилася у великих кількостях (багато км3) і розповсюдилася на значних площах. Л.п. типові для рідких базальтових виливів. Припускають, що такий вилив відбувається з великих тріщин або отворів, які утворюються при проплавленні порід в зоні магматичного вогнища.